# Европа бронзового века

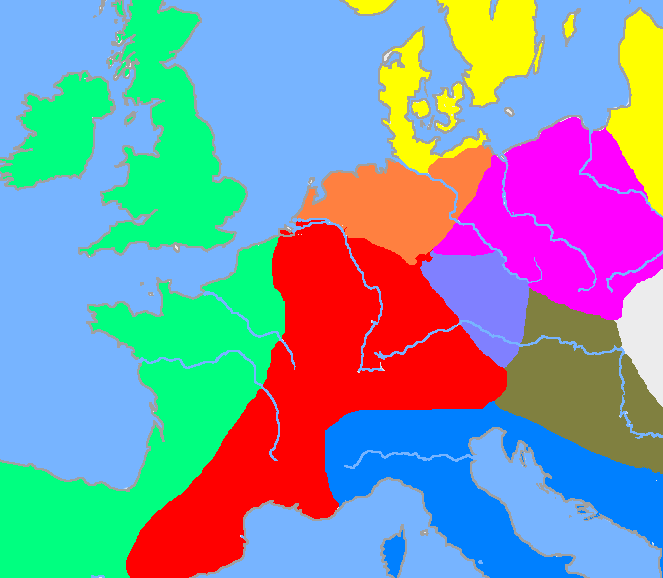
Финальный бронзовый век (около 1200 г. до н. э.). Террамарская культура (синий), центральная культура полей погребальных урн (красный), нордическая культура полей погребальных урн (оранжевый), лужицкая культура (фуксия), кновизская культура (фиолетовый), дунайская культура (коричневый), атлантический бронзовый век (зелёный), скандинавский бронзовый век (жёлтый).

Бронзовый век на территории Европы последовал за европейским медным веком (западными археологами рассматривается как финальный этап неолита) в конце III тыс. до н. э. (поздняя традиция колоколовидных кубков). На большей части Европы бронзовый век почти полностью охватывал II тыс. до н. э., однако в Восточном Средиземноморье он закончился вместе с бронзовым коллапсом, когда погибли или пришли в упадок практически все цивилизации в регионе от Греции до Месопотамии, тогда как в Атлантической Европе произошёл относительно плавный переход в железный век, наступление которого местами затянулось до 600–500 гг. до н. э.

## Обзор

### Общая характеристика
В начале II тысячелетия до н. э. началось переселение индоевропейских народов из степей Придонья на территорию Западной и Южной Европы.
На протяжении всей второй половины XIX в. выдвигались многочисленные гипотезы относительно этнического состава отдельных областей древнейшей Европы и места в ней индоевропейцев, но с середины XX века все более решительно стало высказываться мнение об отсутствии прямолинейной связи между археологической культурой, антропологическим типом и конкретным этносом.
Начало бронзового века в Европе относится к рубежу III и II тыс. до н. э., за исключением юга Балканского полуострова и  Северного Кавказа, где оно датируется первой половиной III тыс., и крайнего северо-запада и северо-востока Европы, где появление культур бронзового века относят к концу первой половины II тыс. до н. э.  Большая часть Европы во II тыс. до н. э. должна была быть заселена носителями индоевропейских языков, которые могли появиться в Европе самое позднее во второй половине III тыс., но вероятно, поселились здесь ранее. Европа в бронзовом веке была конгломератом различных культурно-исторических общностей, находившихся на разных уровнях развития. Так, эгейский ранний бронзовый век, который  датируется III тыс. до н. э., стоит уже на пороге цивилизации; среднеевропейский ранний бронзовый век, который датируется первой половиной II тыс. до н. э. является ступенью разложения первобытнообщинного строя, а североевропейский ранний бронзовый век относится к началу второй половины II тыс. до н. э. и представляет собой первобытнообщинный строй.

### Периодизация
Европейский бронзовый век охватывал период в среднем с 2500 по 500 гг. до н. э. Впрочем, в зависимости от региона рамки могли сдвигаться в ту или иную сторону:
- Центральная Европа: 2450—750 гг. до н. э.
- Франция: 2300 — около 800/700 гг. до н. э.
- Северная и центральная Италия: 2550—660 гг. до н. э.
- Скандинавия:
  - Ⅰ: 1700—1500 гг. до н. э.
  - Ⅱ: 1500—1300 гг. до н. э.
  - Ⅲ: 1300—1100 гг. до н. э.
  - Ⅳ: 1100—900 гг. до н. э.
  - Ⅴ: 900—700 гг. до н. э.
  - Ⅵ: 700—500 гг. до н. э.
- Иберия: 2300—800 гг. до н. э.
- Британские острова: 2450—750 гг. до н. э.

## Региональные особенности

### Эгеида

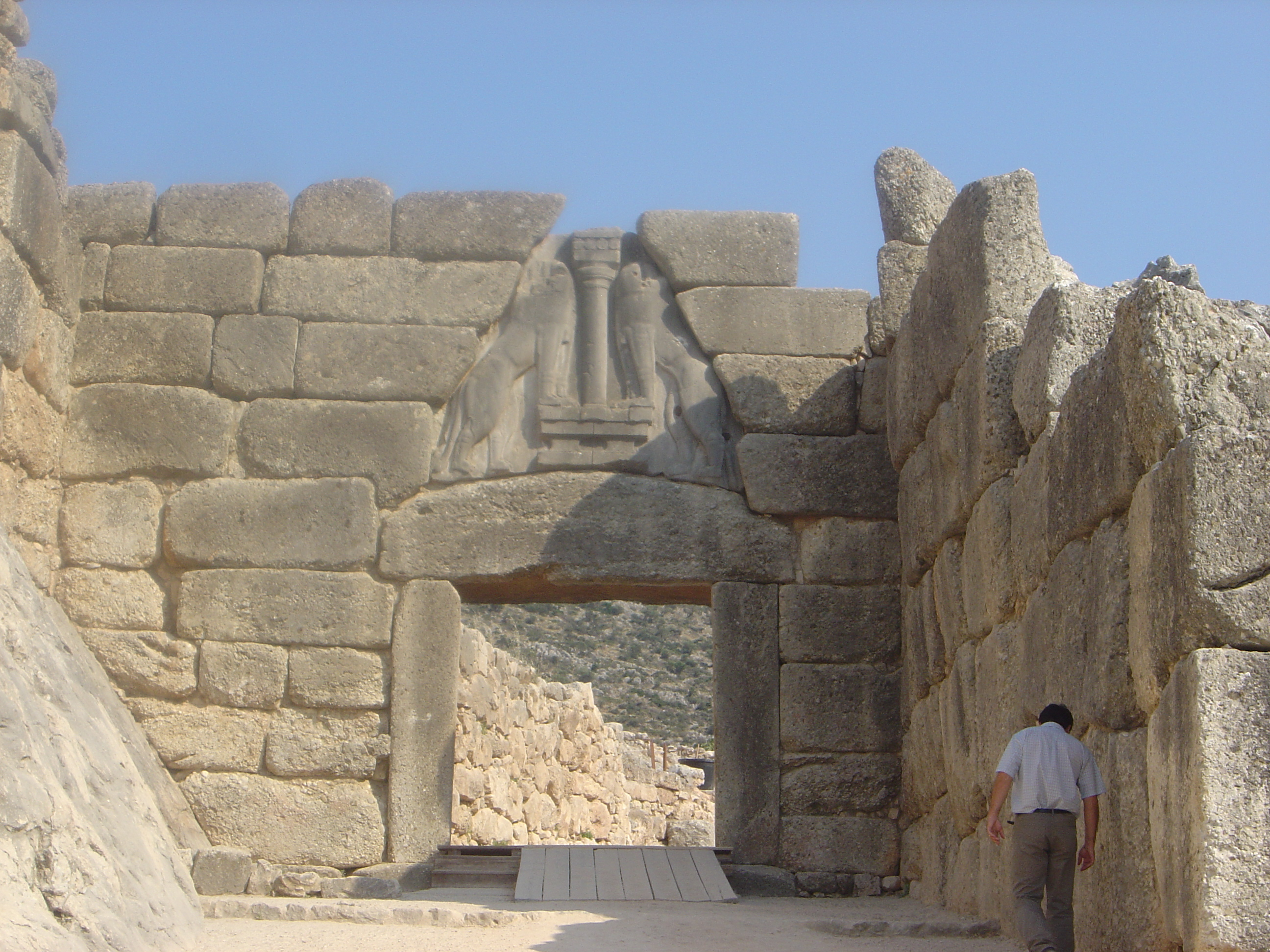
Львиные ворота в Микенах.

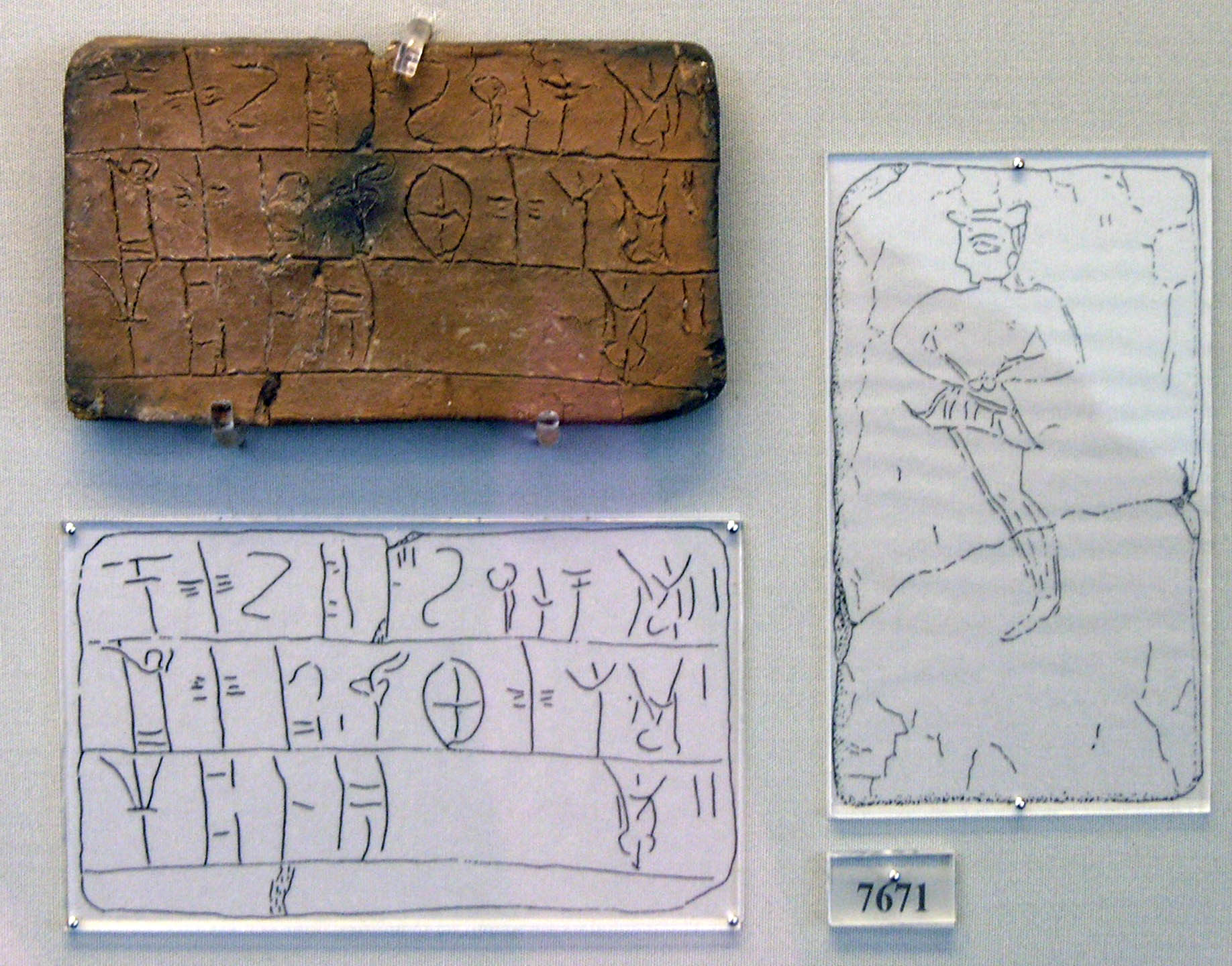
Линейное письмо Б

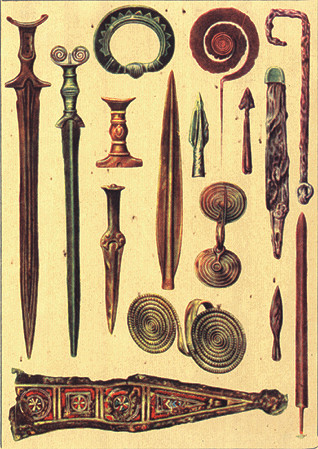
Оружие бронзового века

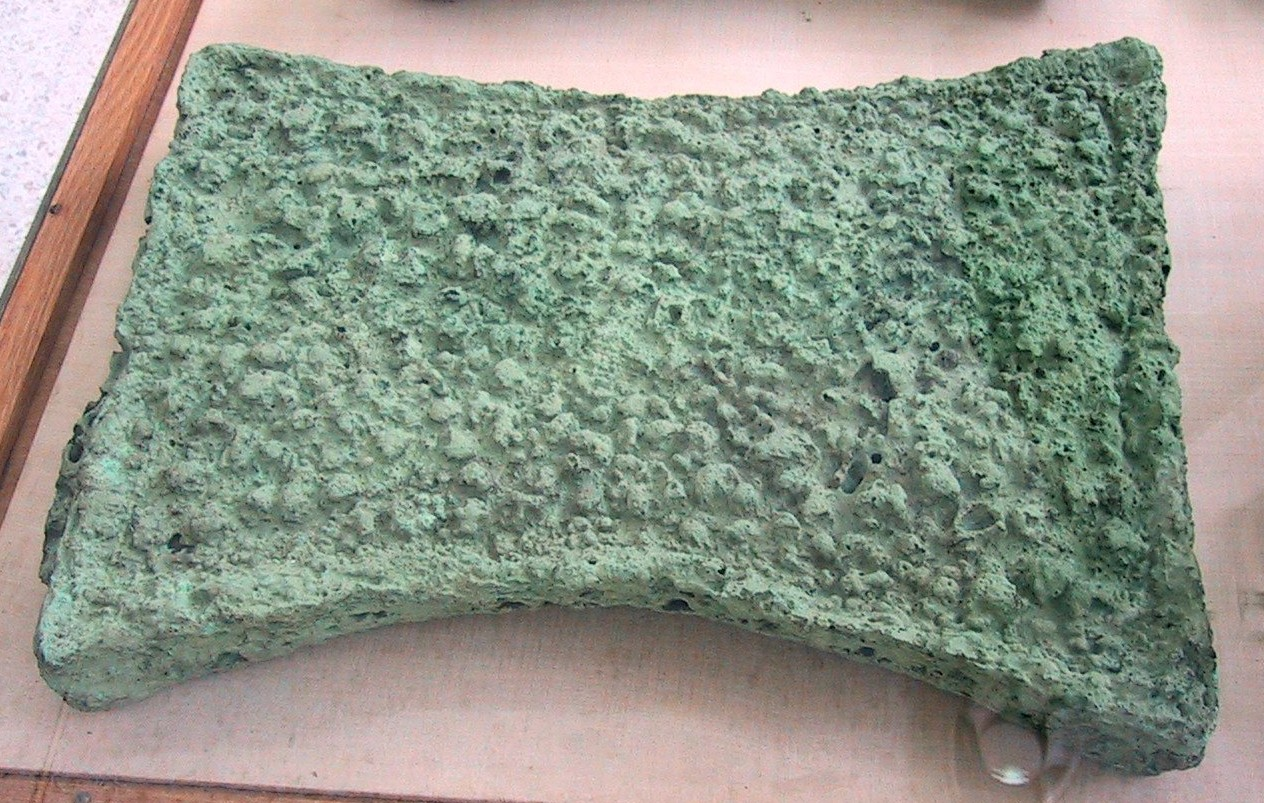
Медный слиток с Крита. Минойская цивилизация.

Эгейский бронзовый век начался около 3000 года до н. э. с установлением коммерческих связей на достаточно больших расстояниях. В рамках этой сети олово и древесный уголь поставлялись на Кипр, богатый месторождениями меди, где и выплавляли бронзу. Бронзовые предметы экспортировались достаточно далеко, их экспорт составлял основу коммерции. Изотопный анализ некоторых бронзовых предметов из Средиземноморья указывает, что олово, используемое для их производства, доставлялось из такого удалённого региона, как Британские острова.

Имеются также данные о поставках олова на Крит из Афганистана.
Первая хорошо известная письменная цивилизация в Европе была Минойская цивилизация на острове Крит, и позднее Микенская цивилизация в Греции, начиная со второго тысячелетия до н. э.
В бронзовом веке необычайной высоты достигают знания о навигации, мореплаватели открывают способ определения географической долготы.
Первые города-государства, образованные в XVII—XVI веках до н. э. — Микены, Тиринф, Пилос — имели тесные культурные и торговые связи с Критом, микенская культура многое заимствовала от минойской цивилизации, влияние которой ощущается в культовых обрядах, светской жизни, художественных памятниках; несомненно, от критян было воспринято искусство постройки судов.
В XV—XIII веках до н. э. ахейцы завоевали Крит и Киклады, колонизировали многие острова в Эгейском море, основали ряд поселений в глубине территории Греции, на месте которых позднее взросли знаменитые античные города-государства — Коринф, Афины, Дельфы, Фивы. Этот период считается временем расцвета микенской цивилизации.
Микенская культура исчезла после 1200 г. д. н. э., в краткий период «Бронзового коллапса» (1206 −до 1150 г.г. до н. э.) торговые связи прервались, города были разрушены. В 2010-х г. г. археологи пришли к мнению, что толчком к концу микенской культуры и соседних царств послужили изменение климата (засухи привели к массовому голоду вследствие неурожаев) и природные катаклизмы (землетрясения и извержения вулканов).

### Кавказ
Металлургия на Кавказе возникла довольно рано. Некоторые исследователи датируют изделия из мышьяковистой бронзы майкопской культуры на территории Северного Кавказа серединой 4 тыс. до н. э..

### Карпато-балканский регион

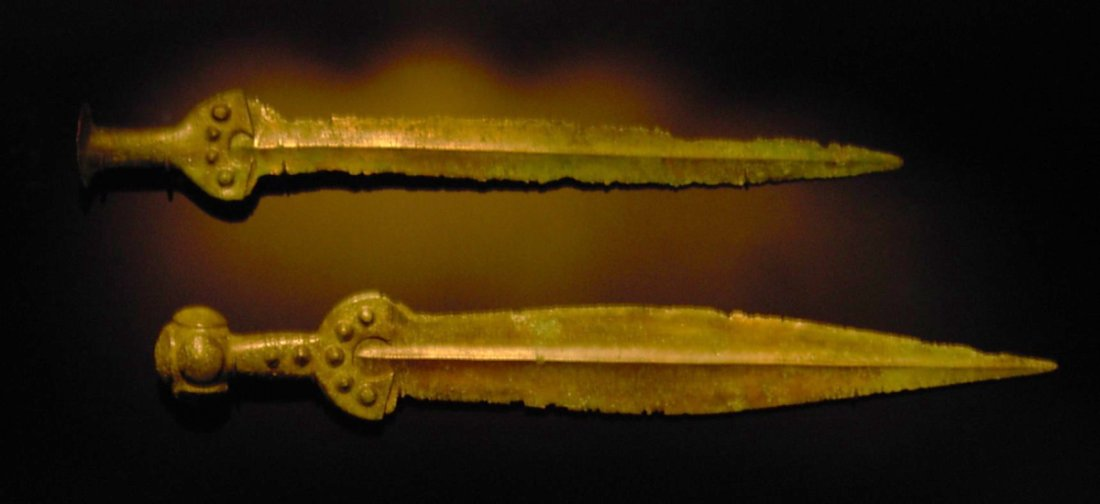
Мечи бронзового века из Апы (Румыния), около XVII в. до н. э.

### Восточная Европа
- Ямная культура[6]
- Катакомбная культура

### Центральная Европа

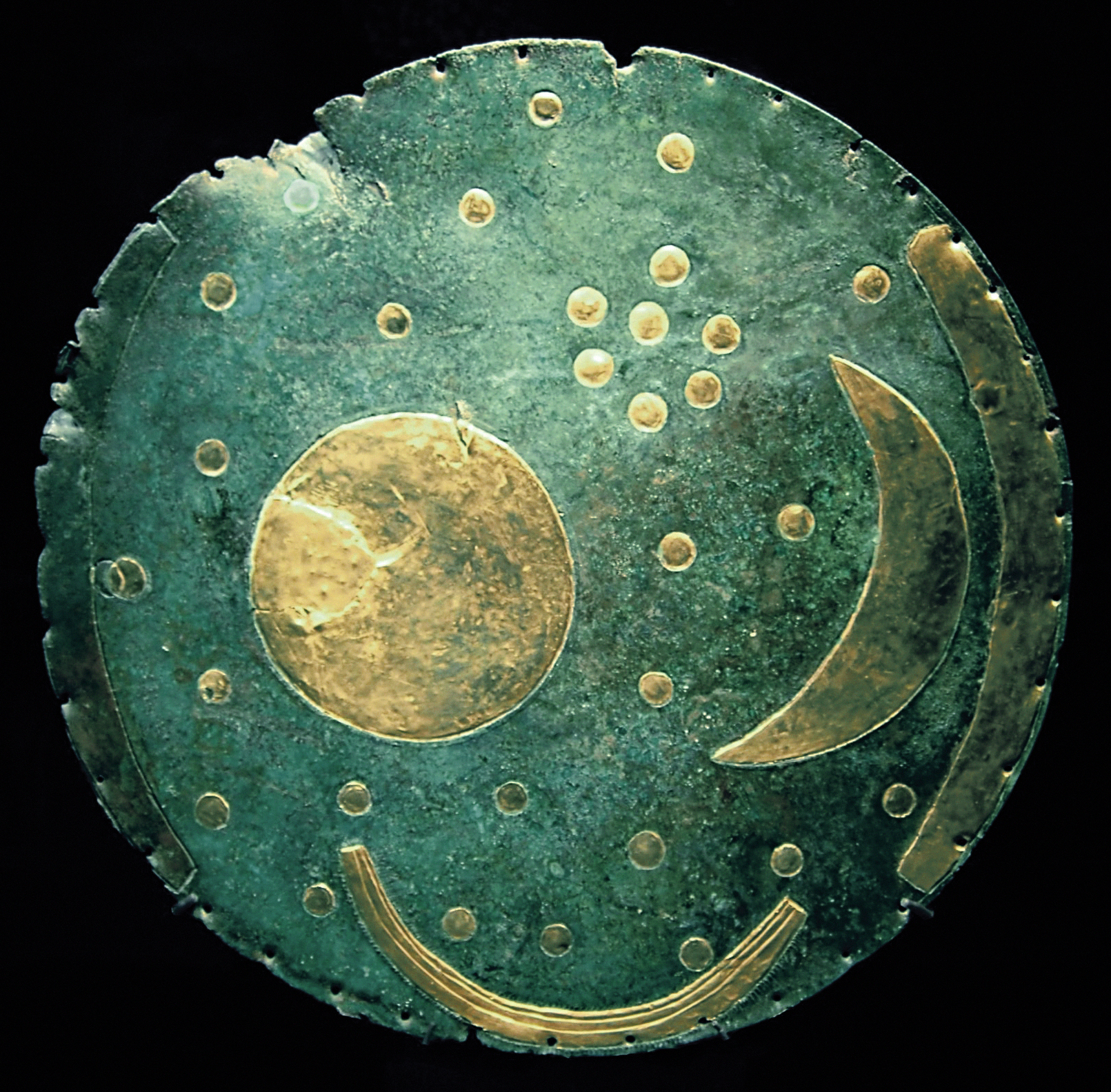
Диск из Небры (около 1600 г. до н. э.

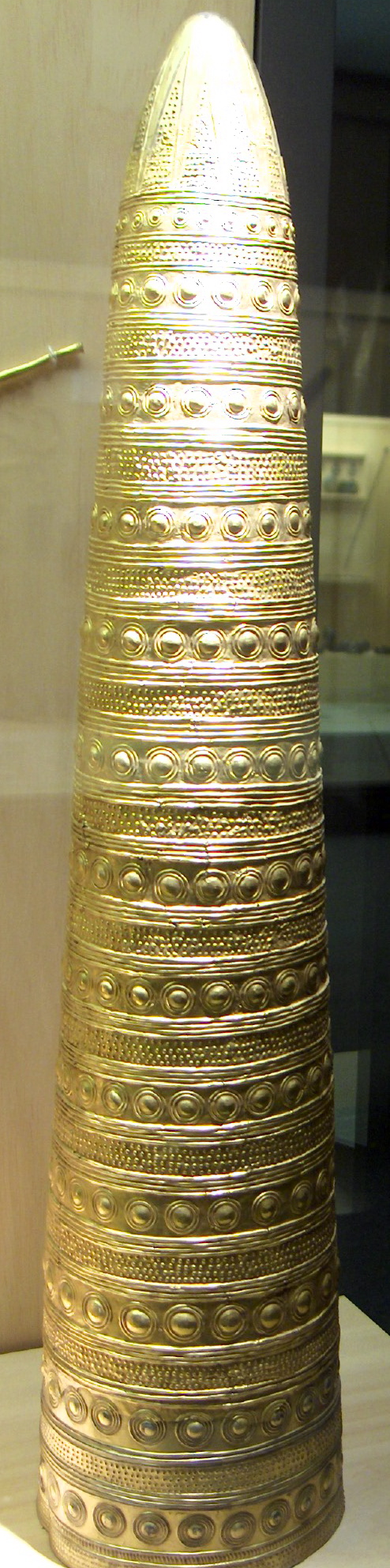
Ритуальный конус из Авантона, около 1500—1250 гг. до н. э.

В Центральной Европе унетицкая культура раннего бронзового века XVIII—XVI вв. состояла из большого числа культурных групп, таких, как Штраубингская культура, Адлербергская культура и Хатванская культура. Весьма богатые погребения, такие, как найденное под Лёйбингеном (ныне — часть г. Зёммерда) с ювелирными изделиями, указывают на рост социального расслоения, которое в унетицкой культуре было уже заметным. Тем не менее, некрополи указанного периода достаточно редки и малы по размеру. За унетицкой последовала культура курганных погребений среднего бронзового века (XVI—XII вв. до н. э.), которая характеризовалась трупоположением в курганах. На берегах притоков реки Криш, на востоке Венгрии, бронзовый век связан с появлением культуры Мако, за которой последовали отоманская культура и культура Дьюлаваршанд.
Культура полей погребальных урн (финальный бронзовый век, 1300—700 г. до н. э.) характеризуется кремацией мёртвых. Её локальным вариантом была лужицкая культура, просуществовавшая на территории Восточной Германии и Польши до начала железного века (1300—500 г. до н. э.).
На большей части центральной Европы культуры бронзового века сменила гальштатская культура железного века (700—450 гг. до н. э.), в которой доминировали кельты и иллирийцы.
Среди важных памятников бронзового века Центральной Европы:
- Бискупин (Польша)
- Небра (Германия)
- Цугское болото, кантон Цуг, Швейцария
- Врабле, Словакия

### Северная Европа
На севере Германии, а также на территории современных Дании, Швеции и Норвегии люди бронзового века создали множество характерных, производящих впечатление своим качеством артефактов, таких, как пары серёг (луров), найденных в Дании. По мнению ряда лингвистов, именно в бронзовом веке протогерманский язык распространился по Скандинавии около 2000 г. до н. э. и дал начало современным германским языкам.
Эта эпоха подразделяется на 6 периодов (I—VI) по классификации О. Монтелиуса. Период V синхронен раннему железному веку в ряде других регионов.

### Британские острова
На территории Британских островов бронзовый век существовал в период 2100—700 г. до н. э. В это время на остров приходят новые поселенцы. Недавние исследования зубной эмали на скелетах из гробниц бронзового века, обнаруженных близ Стоунхенджа, указывают, что как минимум часть мигрантов происходила из региона современной Швейцарии. Произошли заметные культурные изменения по сравнению с предшествующими неолитическими культурами. Одной из инноваций были колоколовидные кубки.
Считается, что интеграция носителей традиции колоколовидных кубков была мирной, поскольку многочисленные памятники, где в прежнюю эпоху сооружались хенджи, продолжали использоваться новыми пришельцами. В этот период на юге Британии возникает богатая артефактами Уэссекская культура. Далее климат ухудшается. Если в начале эпохи климат был жарким и сухим, то в более поздние периоды бронзового века он становится более влажным, что вынудило население переселяться с мест, которые было удобно оборонять, на холмы и в плодородные долины. На равнинах получило развитие крупномасштабное скотоводство. Это, по-видимому, способствовало экономическому росту и привело к массовой вырубке лесов. Как пример можно привести культуру Деверел-Римбери, которая возникла в 1400—1100 г. в результате этих условий.
Корнуолл был одним из крупнейших источников олова для большей части западной Европы, а также меди, которая добывалась из рудников на Великом Орме на севере Уэльса.
Что касается социальной организации, то она в целом была племенной, однако заметно её усложнение и появление иерархии.
Кроме того, погребения умерших (которые до того времени были в основном коллективными) стали более индивидуальными. Например, в то время как в неолите покойников укладывали внутри каирнов или длинных курганов, в раннем бронзовом веке появляются погребения в индивидуальных курганах, а иногда в саркофагах, поверх которых сооружались каирны.
На территории Восточного Кембриджшира найдено наибольшее количество бронзовых изделий Англии, в частности, в en:Isleham, где было найдено более 6500 предметов.

### Ирландия
В Ирландии бронзовый век начался около 2000 г. до н. э., когда сплав меди с оловом был впервые использован для изготовления плоских топоров из en:Ballybeg, а также для других металлургических изделий. Предшествующий медный век характеризуется изготовлением из меди плоских топоров, кинжалов, алебард и шил.
Бронзовый век в Ирландии подразделяется на три этапа:
- древний бронзовый век (2000 г. до н. э. — 1500 г. до н. э.),
- средний бронзовый век (1500 г. до н. э. — 1200 г. до н. э.),
- финальный бронзовый век (1200 г. до н. э. — 500 г. до н. э.).

Ирландия бронзового века также славится весьма важными для археологической науки гробницами раннего бронзового века,.

## Климат
В целом в бронзовом веке климат в Европе был теплее современного.
В конце бронзового века на протяжении 350 лет климат в Средиземноморье был более сухим, чем до этого: анализы ископаемой пыльцы показали период засух с 1200 по 850 год до нашей эры. Засухи вызвали неурожаи и голод, что вместе с другими факторами привело к войнам, восстаниям и падению цивилизаций бронзового века (микенской, хеттской и др.).